# 히토쓰야나기 나오이에
히토쓰야나기 나오이에(일본어: 一柳直家, 1599년 ~ 1642년 6월 26일)는 에도 시대 전기의 다이묘이다. 이요 가와노에 번주, 하리마 오노 번 초대 번주를 지냈다.
히토쓰야나기 나오모리의 차남으로 후시미에서 태어났다. 어머니는 이나바씨.

## 참고 문헌
- 간세이 중수제가보(寛政重修諸家譜) - 제604권